# Фортепианные квинтеты Луиджи Боккерини

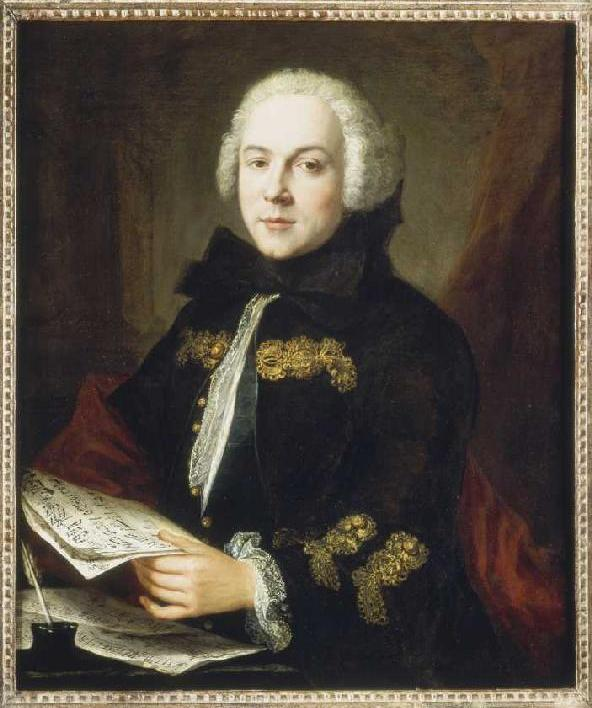
Портрет Луиджи Боккерини, 1764-1768. Холст, масло, Жан-Этьен Лиотар. Частная коллекция, Буденхайм, Германия.

Фортепианные квинтеты Луиджи Боккерини  (для фортепиано и струнного квартета) образуют два опуса по шесть квинтетов. В каталоге автографов Боккерини они обозначены как соч. 56, (opus 56) и соч. 57 (opus 57) и датированы 1797 и 1799 годом соответственно. Опус 57 имеет посвящение «к французской нации» ("à la Nation française").

## Фортепианные квинтеты

### Сочинение 56 (1797)
- Квинтет для фортепиано и струнных, op. 56 n°1, ми минор (G.407)
  1. Allegro commodo
  2. Adagio
  3. Minuetto con moto-Trio
  4. Allegretto
- Квинтет для фортепиано и струнных, op.56 n°2, фа мажор (G.408)
  1. Allegretto smorfioso
  2. Minuetto amoroso-Trio
  3. Poco adagio
  4. Allegretto
- Квинтет для фортепиано и струнных, op.56 n°3, до мажор (G.409)
  1. Allegro maestoso assai
  2. Andantino
  3. Allegretto
- Квинтет для фортепиано и струнных, op.56 n°4, ми бемоль мажор (G.410)
  1. Andante affettuoso
  2. Allegretto sempre
  3. Allegro assai
- Квинтет для фортепиано и струнных, op.56 n°5, ре мажор (G.411)
  1. Andante
  2. Minuetto-Trio
  3. Allegro a modo di marcia vivace
  4. Thema a variazioni. Andante piuttosto Lento
- Квинтет для фортепиано и струнных, op.56 n°6, ля минор (G.412)
  1. Allegretto
  2. Andantino
  3. Minuetto con moto-Trio
  4. Allegro

### Сочинение 57 (1799)

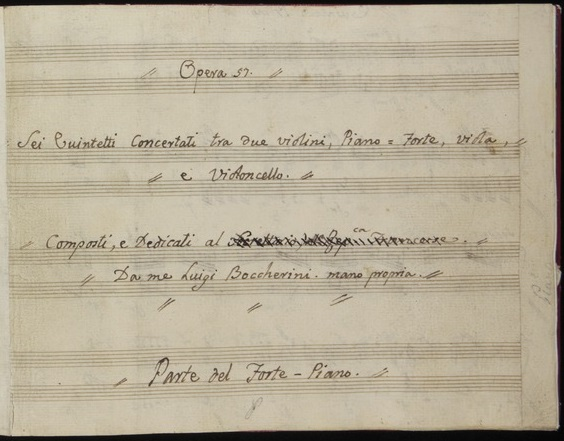
Титульный лист автографа Sei Quintetti Concertati tra due violini, Piano-Forte, viola, e violoncello (op.57, 1799).

- Квинтет для фортепиано и струнных, op.57 n°1, ля мажор (G.413)
  1. Allegro moderato
  2. Minuetto. Tempo giusto-Trio
  3. Andantino con un poco di moto
  4. Allegro giusto

- Квинтет для фортепиано и струнных, op.57 n°2, си бемоль мажор (G.414
  1. Allegro moderato
  2. Minuetto. Tempo giusto-Trio
  3. Adagio
  4. Finale. Allegro un poco vivace
- Квинтет для фортепиано и струнных, op.57 n°3, ми минор (G.415)
  1. Andante lento assai
  2. Minuetto non presto
  3. Provensal. Allegro vivo che a pena si senta
  4. Andante lento
- Квинтет для фортепиано и струнных, op.57 n°4, ре минор (G.416)
  1. Allegro giusto ma con vivacita
  2. Largo cantabile
  3. Finale. Allegro assai
- Квинтет для фортепиано и струнных, op.57 n°5, ми мажор (G.417)
  1. Allegro sostenuto e imperioso
  2. Adagio
  3. Pollacca. Tempo di Minuetto
- Квинтет для фортепиано и струнных, op.57 n°6, до мажор (G.418)
  1. Allegretto lento
  2. Presto
  3. Ritirata " Retraite de Madrid" con variazioni
  4. Polonese. Allegretto sostenuto

## Транскрипции
Двенадцать струнных квинтетов для двух альтов [G.379–390] представляют собой переложения фортепианных квинтетов Боккерини. Долгое время считалось, что данные транскрипции сделаны самим композитором. Фульвия Морабито (Fulvia Morabito) указывает на то, что три из них [G.385-387] на самом деле являются работой некоего Гарно (Monsieur Garnault), «студента консерватории, заслуженного педагога». Авторство остальных транскрипций не установлено.

## Рукописи
Автограф опуса 57 — три тетради размером 16×22 см, в настоящее время находится в библиотеке Бейнеке в Йельском университете (Нью-Хейвен : Коллекция Фредерика Р. Коха - Frederick R. Koch Collection, Box 63, folder 1405.

## Дискография
- Фортепианные квинтеты, соч. 56 и 57 [G.407-408 и G.411] и [G.414-415 и G.418] — Mosaic Quartet, Патрик Коэн, фортепиано (октябрь 1993 г. - ноябрь 1989 г. , Astrée E 8518 и E 8721) OCLC 30652640 и 23160715.
- Фортепианные квинтеты, соч. 56 и 57 [G.407-412 и G.413-418] - Ensemble Claviere (июнь-август 2005 г. , Brilliant Classics 92890) OCLC 74472996
- Фортепианные квинтеты, соч. 56 n 1 и оп. 57 n 3 и n 4 — Роберто Паруццо, фортепиано; инструменталисты Театра Ла Скала (5 avril 2007, Domus/Amadeus, июль 2007: AM 212-2) OCLC 761165511.